# Michael Ernest Smith
Pour les articles homonymes, voir Michael Smith (homonymie) et Smith.
Michael Ernest Smith, né en 1953, est un archéologue américain spécialiste de la Mésoamérique et plus précisément des Aztèques.